# Shatterstar
Shatterstar, il cui vero nome è Gaveedra Seven, è un personaggio dei fumetti, creato da Fabian Nicieza (testi) e Rob Liefeld (testi e disegni) nel 1991, pubblicato dalla Marvel Comics. La sua prima apparizione avviene in New Mutants (prima serie) n. 100 (aprile 1991).

## Biografia del personaggio
Shatterstar venne creato da Mojo, in un futuro ipotetico per lo stesso motivo di Longshot: far divertire i telespettatori del Mojoverso in spettacoli mortali. Fortunatamente riuscì a fuggire dall'arena e si unì a dei ribelli che desideravano la caduta di Mojo e che fecero tornare Shatterstar indietro nel tempo affinché chiedesse agli X-Men di aiutarlo a far cadere Mojo.
Hank McCoy dopo un'attenta analisi constatò che il suo DNA era simile a quello di Longshot. Durante le sue avventure, assorbì i ricordi di un mutante chiamato Benjamin Russel e più tardi quando fu severamente ferito grazie a Longshot lui e Benjamin Russel vennero separati in due corpi diversi.
Shatterstar potrebbe essere il figlio di Longshot avuto da Dazzler o da Spirale.
Negli anni il suo spirito guerriero lo ha messo in contrasto con altri mutanti come Cannonball e Wolverine mentre ha creato un'amicizia profonda con Cable, lo seguì nella fondazione di X-Force.
Il suo orientamento sessuale è la bisessualità; ha una relazione con Rictor. Durante la sua carriera di supereroe ha fatto parte di X-Factor. Nelle sue prime apparizioni si è spesso lasciato intendere che egli possegga due cuori. Inoltre, come Longshot, ha quattro dita per mano.

### Civil War
Durante Civil War, assieme a Calibano e Domino, tenta di liberare i 198 mutanti dall'istituto con successo sebbene O*N*E* avesse tentato di fermarli con l'aiuto di Iron Man, Ms. Marvel e Alfiere.
Ferisce gravemente Micromax, riducendolo in fin di vita, e poi scappa con i 198 mutanti in una località sconosciuta.

## Poteri e abilità
Gli anni in cui era a Mojoworld l'hanno fatto divenire un combattente assai pericoloso, poiché era costretto a lottare per la sopravvivenza ed obbligato a correre rischi mortali per divertire il pubblico.
Shatterstar ha molte capacità sovrumane conferitegli artificialmente da Mojo per farlo diventare un guerriero perfetto per i suoi spettacoli: infatti può produrre delle tossine che non gli fanno sentire la fatica e il dolore per un paio di ore, può contare su un fattore rigenerante, riesce a sollevare fino a 5 tonnellate, può emettere dei raggi d'energia bioelettrica che incanala nelle sue spade, manipolare il suono e creare portali di teletrasporto di gruppo. È uno spadaccino provetto, nonché un grande acrobata ed esperto nell'uso di molte armi.

## Altri media

### Cinema
Nella serie di film X-Men, Shatterstar compare in Deadpool 2 (2018) interpretato da Lewis Tan, viene reclutato per entrare nella X-Force formata da Deadpool per una missione, ma il personaggio muore insieme a gran parte del gruppo.

#### Marvel Cinematic Universe
Lewis Tan riprende il ruolo di Shatterstar nel 34° film del Marvel Cinematic Universe Deadpool & Wolverine (2024).

### Videogiochi
Shatterstar compare in:
- Marvel: Avengers Alliance (2012)
- Marvel Strike Force (2018)